# 24 Heures de Daytona 1966
Navigation
Édition précédente Édition suivante
Les 24 Heures de Daytona 1966, disputées les 5 février 1966 et 6 février 1966 sur le Daytona International Speedway, sont la cinquième édition de cette épreuve, la première sur un format de vingt-quatre heures, et la première manche du Championnat du monde des voitures de sport 1966.

## Course

### Classements intermédiaires
| Pos. | Après la 1re heure | Après la 1re heure | Après 6 heures | Après 6 heures    | Après 12 heures | Après 12 heures   | Après 18 heures | Après 18 heures   |
| Pos. | n°                 | Voiture / Pilotes  | n°             | Voiture / Pilotes | n°              | Voiture / Pilotes | n°              | Voiture / Pilotes |
| ---- | ------------------ | ------------------ | -------------- | ----------------- | --------------- | ----------------- | --------------- | ----------------- |
| 1    |                    |                    |                |                   |                 |                   |                 |                   |
| 2    |                    |                    |                |                   |                 |                   |                 |                   |
| 3    |                    |                    |                |                   |                 |                   |                 |                   |
| 4    |                    |                    |                |                   |                 |                   |                 |                   |
| 5    |                    |                    |                |                   |                 |                   |                 |                   |

### Classement de la course
Voici le classement officiel au terme de la course.
- Les vainqueurs de chaque catégorie sont signalés par un fond jauni.
- Pour la colonne Pneus, il faut passer le curseur au-dessus du modèle pour connaître le manufacturier de pneumatiques.

| Pos                               | Classe | no | Écurie                       | Pilotes                                                 | Châssis                            | Pneus | Tours | Temps                        |
| --------------------------------- | ------ | -- | ---------------------------- | ------------------------------------------------------- | ---------------------------------- | ----- | ----- | ---------------------------- |
| Pos                               | Classe | no | Écurie                       | Pilotes                                                 | Moteur                             | Pneus | Tours | Temps                        |
| 1                                 | P+2.0  | 98 | Shelby American Inc.         | Ken Miles Lloyd Ruby                                    | Ford GT40 Mk II                    | G     | 678   | 24 h 01 min 02 s 249         |
| 1                                 | P+2.0  | 98 | Shelby American Inc.         | Ken Miles Lloyd Ruby                                    | Ford 427 7,0 l V8 Atmo             | G     | 678   | 24 h 01 min 02 s 249         |
| 2                                 | P+2.0  | 97 | Shelby American Inc.         | Jerry Grant (en) Dan Gurney                             | Ford GT40 Mk II                    | G     | 670   | + 8 tours                    |
| 2                                 | P+2.0  | 97 | Shelby American Inc.         | Jerry Grant (en) Dan Gurney                             | Ford 427 7,0 l V8 Atmo             | G     | 670   | + 8 tours                    |
| 3                                 | P+2.0  | 95 | Holman & Moody               | Mark Donohue Walt Hansgen                               | Ford GT40 Mk II                    | G     | 669   | + 9 tours                    |
| 3                                 | P+2.0  | 95 | Holman & Moody               | Mark Donohue Walt Hansgen                               | Ford 427 7,0 l V8 Atmo             | G     | 669   | + 9 tours                    |
| 4                                 | P+2.0  | 21 | North American Racing Team   | Mario Andretti Pedro Rodriguez                          | Ferrari 365 P2                     | G     | 664   | + 14 tours                   |
| 4                                 | P+2.0  | 21 | North American Racing Team   | Mario Andretti Pedro Rodriguez                          | Ferrari 4,4 l V12 Atmo             | G     | 664   | + 14 tours                   |
| 5                                 | P+2.0  | 96 | Shelby American Inc.         | Chris Amon Bruce McLaren                                | Ford GT40 Mk II                    | G     | 651   | + 27 tours                   |
| 5                                 | P+2.0  | 96 | Shelby American Inc.         | Chris Amon Bruce McLaren                                | Ford 427 7,0 l V8 Atmo             | G     | 651   | + 27 tours                   |
| 6                                 | P2.0   | 15 | Porsche System Engineering   | Hans Herrmann Herbert Linge                             | Porsche 906                        | D     | 623   | + 55 tours                   |
| 6                                 | P2.0   | 15 | Porsche System Engineering   | Hans Herrmann Herbert Linge                             | Porsche 901/20 2,0 l Flat 6 Atmo   | D     | 623   | + 55 tours                   |
| 7                                 | S2.0   | 16 | Porsche System Engineering   | Joe Buzzetta Gerhard Mitter                             | Porsche 904 GTS                    | D     | 612   | + 66 tours                   |
| 7                                 | S2.0   | 16 | Porsche System Engineering   | Joe Buzzetta Gerhard Mitter                             | Porsche 587/3 2,0 l Flat 4 Atmo    | D     | 612   | + 66 tours                   |
| 8                                 | S2.0   | 17 | Porsche System Engineering   | Günter Klass Udo Schütz                                 | Porsche 904 GTS                    | D     | 610   | + 68 tours                   |
| 8                                 | S2.0   | 17 | Porsche System Engineering   | Günter Klass Udo Schütz                                 | Porsche 587/3 2,0 l Flat 4 Atmo    | D     | 610   | + 68 tours                   |
| 9                                 | P+2.0  | 22 | North American Racing Team   | Bob Bondurant Jochen Rindt                              | Ferrari 250 LM                     | G     | 591   | + 87 tours                   |
| 9                                 | P+2.0  | 22 | North American Racing Team   | Bob Bondurant Jochen Rindt                              | Ferrari 3,3 l V12 Atmo             | G     | 591   | + 87 tours                   |
| 10                                | S2.0   | 14 | Brumos Porsche Florida (en)  | George Drolsom Peter Gregg                              | Porsche 904 GTS                    | F     | 589   | + 89 tours                   |
| 10                                | S2.0   | 14 | Brumos Porsche Florida (en)  | George Drolsom Peter Gregg                              | Porsche 587/3 2,0 l Flat 4 Atmo    | F     | 589   | + 89 tours                   |
| 11                                | S2.0   | 20 | Sam Posey                    | Jim Haynes Sam Posey Harry Theodoracopulos              | Porsche 904 GTS                    | G     | 577   | + 101 tours                  |
| 11                                | S2.0   | 20 | Sam Posey                    | Jim Haynes Sam Posey Harry Theodoracopulos              | Porsche 587/3 2,0 l Flat 4 Atmo    | G     | 577   | + 101 tours                  |
| 12                                | GT+3.0 | 6  | Roger Penske                 | Dick Guldstrand (de) Ben Moore George Wintersteen       | Chevrolet Corvette Sting Ray coupé | F     | 575   | + 103 tours                  |
| 12                                | GT+3.0 | 6  | Roger Penske                 | Dick Guldstrand (de) Ben Moore George Wintersteen       | Chevrolet 427 7,0 l V8 Atmo        | F     | 575   | + 103 tours                  |
| 13                                | P+2.0  | 23 | Peter Clarke                 | Peter Clarke Bob Hurt Mark Konig                        | Ferrari 250 LM                     |       | 574   | + 104 tours                  |
| 13                                | P+2.0  | 23 | Peter Clarke                 | Peter Clarke Bob Hurt Mark Konig                        | Ferrari 3,3 l V12 Atmo             |       | 574   | + 104 tours                  |
| 14                                | S+3.0  | 86 | Ford Advanced Vehicles       | Bob Grossman Peter Sutcliffe                            | Ford GT40                          |       | 571   | + 107 tours                  |
| 14                                | S+3.0  | 86 | Ford Advanced Vehicles       | Bob Grossman Peter Sutcliffe                            | Ford 289 4,7 l V8 Atmo             |       | 571   | + 107 tours                  |
| 15                                | P+2.0  | 27 | David Piper                  | Richard Attwood David Piper                             | Ferrari 250 LM                     |       | 556   | + 122 tours                  |
| 15                                | P+2.0  | 27 | David Piper                  | Richard Attwood David Piper                             | Ferrari 3,3 l V12 Atmo             |       | 556   | + 122 tours                  |
| 16                                | GT2.0  | 18 | RBM Motors                   | Bill Bencker Lin Coleman Jack Ryan                      | Porsche 911                        |       | 548   | + 130 tours                  |
| 16                                | GT2.0  | 18 | RBM Motors                   | Bill Bencker Lin Coleman Jack Ryan                      | Porsche 2,0 l Flat 4 Atmo          |       | 548   | + 130 tours                  |
| 17                                | S+3.0  | 92 | Essex Wire Corporation       | Masten Gregory Ed Lowther Peter Revson                  | Ford GT40                          | F     | 531   | + 147 tours                  |
| 17                                | S+3.0  | 92 | Essex Wire Corporation       | Masten Gregory Ed Lowther Peter Revson                  | Ford 289 4,7 l V8 Atmo             | F     | 531   | + 147 tours                  |
| 18                                | GT+3.0 | 90 | Michael Reina                | Don Kearney Michael Reina                               | Shelby GT 350                      |       | 527   | + 151 tours                  |
| 18                                | GT+3.0 | 90 | Michael Reina                | Don Kearney Michael Reina                               | Ford 4,7 l V8 Atmo                 |       | 527   | + 151 tours                  |
| 19                                | S3.0   | 30 | Jack Slottag                 | Larry Perkins Jack Slottag                              | Ferrari 250 GTO                    | G     | 526   | + 153 tours                  |
| 19                                | S3.0   | 30 | Jack Slottag                 | Larry Perkins Jack Slottag                              | Ferrari 3,0 l V12 Atmo             | G     | 526   | + 153 tours                  |
| 20                                | GT+3.0 | 67 | Cannon Auto                  | Dick Boo Bob Brown George Cornelius                     | Chevrolet Corvette Sting Ray       |       | 501   | + 177 tours                  |
| 20                                | GT+3.0 | 67 | Cannon Auto                  | Dick Boo Bob Brown George Cornelius                     | Chevrolet 427 7,0 l V8 Atmo        |       | 501   | + 177 tours                  |
| 21                                | S2.0   | 56 | William J. Martin            | William J. Martin Ike Maxwell                           | Volvo P1800                        |       | 496   | + 182 tours                  |
| 21                                | S2.0   | 56 | William J. Martin            | William J. Martin Ike Maxwell                           | Volvo B18 1,8 l L4 Atmo            |       | 496   | + 182 tours                  |
| 22                                | P2.0   | 41 | E. P. Drescher               | Harry Fry Hugh Kleinpeter Gene Parsons                  | Triumph LM                         | G     | 490   | + 188 tours                  |
| 22                                | P2.0   | 41 | E. P. Drescher               | Harry Fry Hugh Kleinpeter Gene Parsons                  | Triumph 2,1 l L4 Atmo              | G     | 490   | + 188 tours                  |
| 23                                | GT3.0  | 43 | Cannon Auto                  | Ara Dube Dana Kelder Red Wilson                         | Triumph TR4A                       |       | 487   | + 191 tours                  |
| 23                                | GT3.0  | 43 | Cannon Auto                  | Ara Dube Dana Kelder Red Wilson                         | Triumph 2,1 l L4 Atmo              |       | 487   | + 191 tours                  |
| 24                                | GT3.0  | 45 | John Kingham                 | Herb Byrne Milo Vega                                    | Triumph TR4A                       | G     | 482   | + 196 tours                  |
| 24                                | GT3.0  | 45 | John Kingham                 | Herb Byrne Milo Vega                                    | Triumph 2,1 l L4 Atmo              | G     | 482   | + 196 tours                  |
| 25                                | GT1.6  | 84 | Pompano Sports Cars          | Roger Chastain Peter Flanagan Ben Scott                 | Alfa Romeo Giulia Sprint           |       | 474   | + 204 tours                  |
| 25                                | GT1.6  | 84 | Pompano Sports Cars          | Roger Chastain Peter Flanagan Ben Scott                 | Alfa Romeo 1,6 l L4 Atmo           |       | 474   | + 204 tours                  |
| 26                                | GT+3.0 | 54 | Raymond Stoutenburg          | Gene Jones Larry Isley Ray Stoutenburg                  | Plymouth Barracuda                 | G     | 466   | + 192 tours                  |
| 26                                | GT+3.0 | 54 | Raymond Stoutenburg          | Gene Jones Larry Isley Ray Stoutenburg                  | Plymouth 4,6 l V8 Atmo             | G     | 466   | + 192 tours                  |
| 27                                | P+2.0  | 75 | McMillan Ring Free Oil Co.   | Russ MacGrotty Art Riley                                | Yenko Stinger                      | G     | 448   | + 230 tours                  |
| 27                                | P+2.0  | 75 | McMillan Ring Free Oil Co.   | Russ MacGrotty Art Riley                                | Chevrolet 164 2,7 l Flat 6 Atmo    | G     | 448   | + 230 tours                  |
| 28                                | GT3.0  | 40 | Genser Forman                | Nick Cone Art Swanson George Waltman                    | Triumph TR4                        |       | 432   | + 246 tours                  |
| 28                                | GT3.0  | 40 | Genser Forman                | Nick Cone Art Swanson George Waltman                    | Triumph 2,1 l L4 Atmo              |       | 432   | + 246 tours                  |
| 29                                | P2.0   | 7  | John Olson                   | John Bolander John Olson Bob Winkelmann                 | Ford Cortina GT                    |       | 416   | + 262 tours                  |
| 29                                | P2.0   | 7  | John Olson                   | John Bolander John Olson Bob Winkelmann                 | Ford 1,5 l L4 Atmo                 |       | 416   | + 262 tours                  |
| 30                                | S2.0   | 78 | Autosport                    | Smokey Drolet Rosemary Smith                            | Sunbeam Alpine                     | G     | 416   | + 262 tours                  |
| 30                                | S2.0   | 78 | Autosport                    | Smokey Drolet Rosemary Smith                            | Sunbeam 1,6 l L4 Atmo              | G     | 416   | + 262 tours                  |
| 31                                | S2.0   | 73 | Fred Opert                   | William McKemie Fred Opert (en) Terry Petmecky          | Elva Courier Mk IV                 |       | 391   | + 287 tours                  |
| 31                                | S2.0   | 73 | Fred Opert                   | William McKemie Fred Opert (en) Terry Petmecky          | Ford 1,6 l L4 Atmo                 |       | 391   | + 287 tours                  |
| 32                                | S1.6   | 80 | Autosport                    | Suzy Dietrich (en) Janet Guthrie Donna Mae Mims         | Sunbeam Alpine                     |       | 389   | + 289 tours                  |
| 32                                | S1.6   | 80 | Autosport                    | Suzy Dietrich (en) Janet Guthrie Donna Mae Mims         | Sunbeam 1,6 l L4 Atmo              |       | 389   | + 289 tours                  |
| Non classé                        |        |    |                              |                                                         |                                    |       |       |                              |
|                                   | P2.0   | 79 | Autosport                    | Ray Cuomo Paul Richards                                 | Austin-Healey Sprite               | G     | 491   | Dernier tour trop lent       |
| BMC A series 1,0 l L4 Atmo        | P2.0   | 79 | Autosport                    | Ray Cuomo Paul Richards                                 |                                    | G     | 491   | Dernier tour trop lent       |
| Abandon                           |        |    |                              |                                                         |                                    |       |       |                              |
|                                   | S+3.0  | 91 | Essex Wire Corporation       | Peter Revson Skip Scott (de) Dick Thompson              | Ford GT40                          | F     | 500   | Freins                       |
| Ford 289 4,7 l V8 Atmo            | S+3.0  | 91 | Essex Wire Corporation       | Peter Revson Skip Scott (de) Dick Thompson              |                                    | F     | 500   | Freins                       |
|                                   | P+2.0  | 32 | North American Racing Team   | George Follmer Paul Hawkins Don Wester                  | Ferrari 250 LM                     | G     | 428   | Générateur                   |
| Ferrari 3,3 l V12 Atmo            | P+2.0  | 32 | North American Racing Team   | George Follmer Paul Hawkins Don Wester                  |                                    | G     | 428   | Générateur                   |
|                                   | GT2.0  | 44 | Kenneth G. Chambliss         | Ernie Croucher Bill Eve Walter Glenn                    | MGB                                | G     | 426   | Tête de bielle               |
| BMC B series 1,8 l L4 Atmo        | GT2.0  | 44 | Kenneth G. Chambliss         | Ernie Croucher Bill Eve Walter Glenn                    |                                    | G     | 426   | Tête de bielle               |
|                                   | S+3.0  | 29 | Epstein Enterprises Ltd.     | Jackie Epstein Paul Hawkins                             | Ferrari 250 LM                     | F     | 425   | Boite de vitesses            |
| Ferrari 3,3 l V12 Atmo            | S+3.0  | 29 | Epstein Enterprises Ltd.     | Jackie Epstein Paul Hawkins                             |                                    | F     | 425   | Boite de vitesses            |
|                                   | S+3.0  | 94 | Ralph Noseda                 | Grant Clark Harry Heuer Ralph Noseda Bob Thorpe         | Shelby Cobra                       |       | 419   |                              |
| Ford 4,8 l V8 Atmo                | S+3.0  | 94 | Ralph Noseda                 | Grant Clark Harry Heuer Ralph Noseda Bob Thorpe         |                                    |       | 419   |                              |
|                                   | GT1.6  | 55 | J. Randall                   | John Fraim Chet Freeman Al Weaver                       | Lotus Elan                         |       | 383   |                              |
| Ford Lotus Twin Cam 1,6 l L4 Atmo | GT1.6  | 55 | J. Randall                   | John Fraim Chet Freeman Al Weaver                       |                                    |       | 383   |                              |
|                                   | S+3.0  | 93 | Scuderia Bear                | Harold Keck (de) Oscar Koveleski Ed Lowther             | Shelby Cobra                       |       | 371   | Arbre de transmission        |
| Ford 7,0 l V8 Atmo                | S+3.0  | 93 | Scuderia Bear                | Harold Keck (de) Oscar Koveleski Ed Lowther             |                                    |       | 371   | Arbre de transmission        |
|                                   | P+2.0  | 87 | Holman & Moody               | Ronnie Bucknum Richie Ginther                           | Ford GT40 Mk II                    | G     | 329   | Boite de vitesses            |
| Ford 427 7,0 l V8 Atmo            | P+2.0  | 87 | Holman & Moody               | Ronnie Bucknum Richie Ginther                           |                                    | G     | 329   | Boite de vitesses            |
|                                   | S+3.0  | 89 | Dan Gerber                   | Dan Gerber Bob Johnson Peter Lerch                      | Shelby Cobra                       |       | 328   | Surchauffe                   |
| Ford 4,7 l V8 Atmo                | S+3.0  | 89 | Dan Gerber                   | Dan Gerber Bob Johnson Peter Lerch                      |                                    |       | 328   | Surchauffe                   |
|                                   | P+2.0  | 65 | Chaparral Cars Inc.          | Jo Bonnier Phil Hill                                    | Chaparral 2D                       | F     | 318   | Roue                         |
| Chevrolet 7,0 l V8 Atmo           | P+2.0  | 65 | Chaparral Cars Inc.          | Jo Bonnier Phil Hill                                    |                                    | F     | 318   | Roue                         |
|                                   | S1.6   | 36 | Cannon Auto                  | Bill Bean Wilbur Pickett                                | Alfa Romeo Giulia Zagato           |       | 278   | Retrait                      |
| Alfa Romeo 1,6 l L4 Atmo          | S1.6   | 36 | Cannon Auto                  | Bill Bean Wilbur Pickett                                |                                    |       | 278   | Retrait                      |
|                                   | GT3.0  | 42 | John Addison                 | John Addison Ken Hughes Fred Salo                       | Triumph TR4                        |       | 244   | Bras oscillant               |
| Triumph 2,1 l L4 Atmo             | GT3.0  | 42 | John Addison                 | John Addison Ken Hughes Fred Salo                       |                                    |       | 244   | Bras oscillant               |
|                                   | S2.0   | 59 | Art Riley                    | John W. Forte Art Riley Don Yenko (en)                  | Volvo P1800                        |       | 216   |                              |
| Volvo B18 1,8 l L4 Atmo           | S2.0   | 59 | Art Riley                    | John W. Forte Art Riley Don Yenko (en)                  |                                    |       | 216   |                              |
|                                   | P+2.0  | 31 | John Fulp                    | John Fulp Bruce Jennings (de) Bill Rutan (en)           | Ferrari 330 P                      | G     | 193   | Roulement de roue            |
| Ferrari 4,0 l V12 Atmo            | P+2.0  | 31 | John Fulp                    | John Fulp Bruce Jennings (de) Bill Rutan (en)           |                                    | G     | 193   | Roulement de roue            |
|                                   | S+3.0  | 88 | Bill Wonder                  | Herb Wetanson William Wonder                            | Ford GT40                          |       | 178   | Roue                         |
| Ford 289 4,7 l V8 Atmo            | S+3.0  | 88 | Bill Wonder                  | Herb Wetanson William Wonder                            |                                    |       | 178   | Roue                         |
|                                   | P+2.0  | 25 | Écurie Francorchamps         | "Jean Beurlys" Lucien Bianchi Gérard Langlois von Ophem | Ferrari 365 P2                     |       | 171   | Piston                       |
| Ferrari 4,0 l V12 Atmo            | P+2.0  | 25 | Écurie Francorchamps         | "Jean Beurlys" Lucien Bianchi Gérard Langlois von Ophem |                                    |       | 171   | Piston                       |
|                                   | GT+3.0 | 99 | Joe Treadwell                | Dick Macon Roger West                                   | Ford Mustang                       | G     | 168   | Moteur                       |
| Ford 4,7 l V8 Atmo                | GT+3.0 | 99 | Joe Treadwell                | Dick Macon Roger West                                   |                                    | G     | 168   | Moteur                       |
|                                   | P+2.0  | 24 | Drummond Racing Organisation | George Drummond Mike Hailwood Innes Ireland             | Ferrari 250 LM                     |       | 90    | Boite de vitessres           |
| Ferrari 3,3 l V12 Atmo            | P+2.0  | 24 | Drummond Racing Organisation | George Drummond Mike Hailwood Innes Ireland             |                                    |       | 90    | Boite de vitessres           |
|                                   | P+2.0  | 26 | Écurie Francorchamps         | "Eldé" Jacky Ickx                                       | Ferrari 250 LM                     |       | 80    | Transmission                 |
| Ferrari 3,3 l V12 Atmo            | P+2.0  | 26 | Écurie Francorchamps         | "Eldé" Jacky Ickx                                       |                                    |       | 80    | Transmission                 |
|                                   | GT1.6  | 19 | Dave McClain                 | Leland Dieas Duncan Forlong David McClain               | Porsche 356B Super 90              |       | 80    | Boite de vitessres           |
| Porsche 2,0 l Flat 4 Atmo         | GT1.6  | 19 | Dave McClain                 | Leland Dieas Duncan Forlong David McClain               |                                    |       | 80    | Boite de vitessres           |
|                                   | P+2.0  | 74 | Queen City Rambler           | Larry Hess (en) Tommy Hess                              | Rambler Marlin                     |       | 80    | Surchauffe, direction        |
| V8 Atmo                           | P+2.0  | 74 | Queen City Rambler           | Larry Hess (en) Tommy Hess                              |                                    |       | 80    | Surchauffe, direction        |
|                                   | S2.0   | 47 | David Lane                   | David Lane Don Sesslar                                  | Porsche 904 GTS                    |       | 74    | Surchauffe                   |
| Porsche 587/3 2,0 l Flat 4 Atmo   | S2.0   | 47 | David Lane                   | David Lane Don Sesslar                                  |                                    |       | 74    | Surchauffe                   |
|                                   | GT+3.0 | 77 | Space Science                | John Bentley John E. Hill                               | Sunbeam Tiger                      |       | 71    | Pression d'huile, suspension |
| Ford 4,3 l V8 Atmo                | GT+3.0 | 77 | Space Science                | John Bentley John E. Hill                               |                                    |       | 71    | Pression d'huile, suspension |
|                                   | GT3.0  | 5  | Robert Harper                | Bobby Allison Spurgeon May                              | Chevrolet Corvair                  |       | 63    | Tuyau d'essence              |
| Chevrolet Flat 6 Atmo             | GT3.0  | 5  | Robert Harper                | Bobby Allison Spurgeon May                              |                                    |       | 63    | Tuyau d'essence              |
|                                   | P+2.0  | 28 | Team Chamaco Collect         | Denny Hulme Vic Wilson                                  | Ferrari 250 LM                     |       | 53    | Boite de vitessres           |
| Ferrari 3,3 l V12 Atmo            | P+2.0  | 28 | Team Chamaco Collect         | Denny Hulme Vic Wilson                                  |                                    |       | 53    | Boite de vitessres           |
|                                   | GT+3.0 | 12 | Jaguar of Florida            | Herb Byrne Dave Hull Bob Kingham                        | Jaguar Type E                      |       | 41    |                              |
| Jaguar 3,8 l L6 Atmo              | GT+3.0 | 12 | Jaguar of Florida            | Herb Byrne Dave Hull Bob Kingham                        |                                    |       | 41    |                              |
| Non partant                       |        |    |                              |                                                         |                                    |       |       |                              |
|                                   | GT1.6  | 85 | Anatoly Arutunoff            | Anatoly Arutunoff Bill Clark Bryan Crow                 | Alfa Romeo Giulia Sprint           |       |       |                              |
| Alfa Romeo 1,6 l L4 Atmo          | GT1.6  | 85 | Anatoly Arutunoff            | Anatoly Arutunoff Bill Clark Bryan Crow                 |                                    |       |       |                              |

## Pole position et record du tour
- Pole position :  Ken Miles (#98 Shelby American Inc.) en 1 min 57 s 800
- Meilleur tour en course :  Dan Gurney (#97 Shelby American Inc.) en 1 min 57 s 700

## À noter
- Longueur du circuit : 6,132 km
- Distance parcourue par les vainqueurs : 4 157,225 km